# Jacksonia compressa
Jacksonia compressa är en ärtväxtart som beskrevs av Porphir Kiril Nicolai Stepanowitsch Turczaninow. Jacksonia compressa ingår i släktet Jacksonia och familjen ärtväxter. Inga underarter finns listade i Catalogue of Life.